# Allemanskerk
De Allemanskerk (of Oude Sint Maartenskerk) is een kerk gelegen aan de Dorpsstraat 878 in Oudkarspel. De kerk is oorspronkelijk gewijd aan Sint Maarten (Martinus van Tours).

## Geschiedenis
De kerk staat op de plaats waar rond het jaar 1000 een kapel werd gebouwd. In de 14e eeuw werd er een nieuwe kerk gebouwd. Het koor en het pseudobasilicaal middenschip stammen uit de 15e eeuw. De bakstenen kerktoren dateert uit de 12e of 13e eeuw.
In 1621 werd de kerk door de bliksem getroffen, waarbij de torenspits verloren ging. De kerk werd in 1706 gerestaureerd. In de periode 1862 vond er opnieuw een ingrijpende restauratie van zowel de kerk als de toren plaats. De geschiedenis herhaalde zich in 1896 toen de kerk opnieuw door de bliksem werd getroffen en ook nu weer de spits verloren ging. Tijdens reparatiewerkzaamheden aan het dak werd op 9 juni 1969 de kerk inclusief inventaris en toren grotendeels door brand verwoest. De kerk is in 1970 voor het grootste gedeelte herbouwd, dankzij geldelijke steun bijeengebracht door de gehele bevolking van Oudkarspel. De kerk draagt sindsdien de naam 'Allemanskerk'. De spits van de kerktoren werd bij de laatste restauratie doelbewust weggelaten omdat de Rijksmonumentendienst verlangde dat de kerktoren moest worden teruggebracht in de situatie van vóór de 19e-eeuwse verbouwing, zoals de kerk eruitzag op oude afbeeldingen. De laatste restauratie van de toren vond plaats in 2009.
Sinds 1972 staat de kerk als rijksmonument ingeschreven in het monumentenregister.

## Grafkelder en grafstenen
Onder het koor is een grafkelder van Heer van Oud Carspel. In deze kelder werd onder meer Joan van Stalburg, predikant te Oudkarspel, bijgezet. Op het koor bevinden zich 28 fraai bewerkte grafstenen, waarvan de oudste dateert uit 1574.

## Orgel
Het eerste orgel in de kerk stamde uit 1873-1874 en was gebouwd door de gebroeders C.B. en P.J. Adema te Leeuwarden. Dit orgel is in 1952 gewijzigd door Flentrop en verwoest in 1969 bij de brand. Een van de ramen herinnert nog aan dit orgel. In 1972 krijgt Hubert Schreurs de vrije hand een nieuw orgel te maken. Hij maakte een orgel met een Frans karakter. 

## Klok
In de kerktoren is een grote luidklok. In 1638 werd de oude klok uit 1562 vervangen door een grotere klok met een middellijn van 1,36 m en een gewicht van ca. 2000 kg. Hierna volgde een klok met een middellijn van 1,29 m en een gewicht van 1600 kg dat gemaakt was van de oude klok uit 1638, door Petit en Fritsen te AarleRixel.

## Foto's

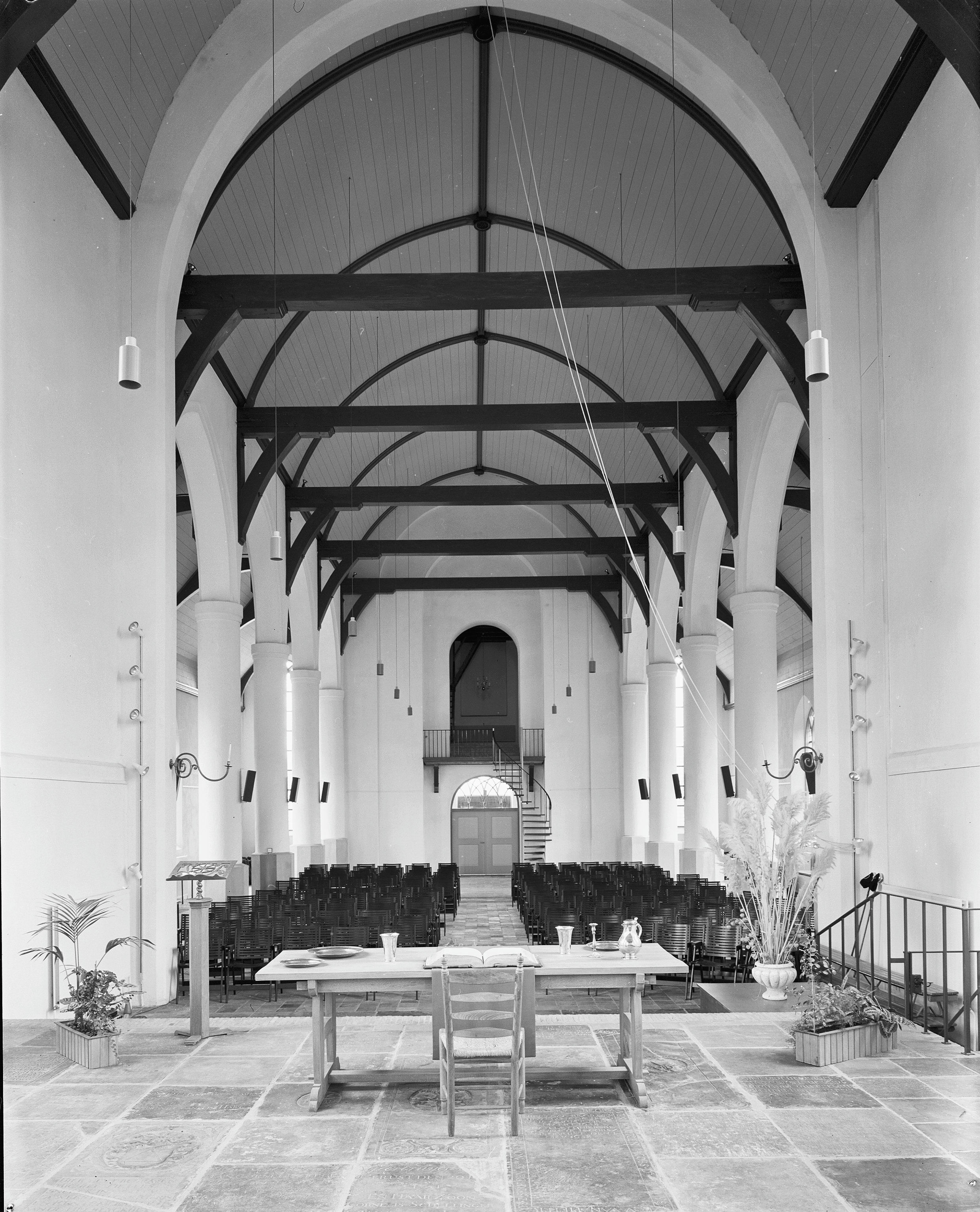
Interieur naar het westen
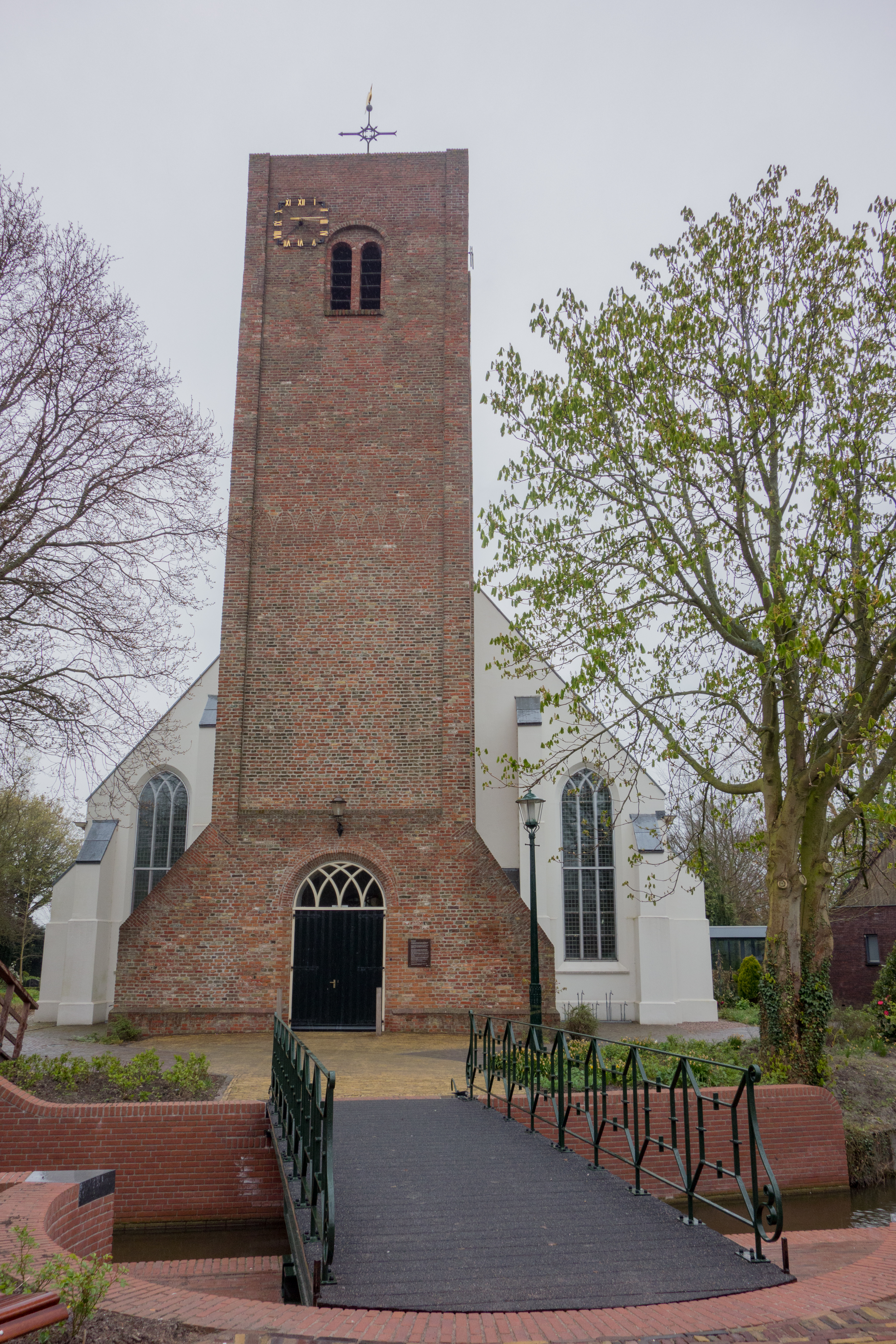
Toren zonder spits
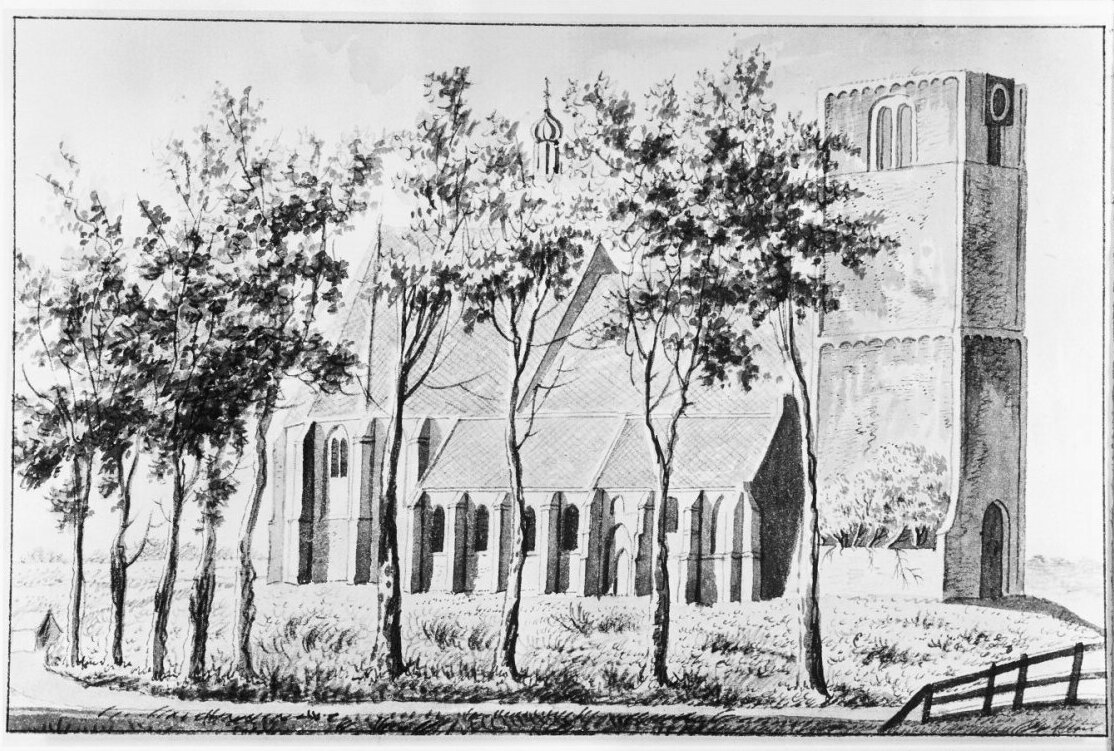
Tekening uit 1791